# Дайфуку
Дайфукумоти (яп. 大福餅) или дайфуку (яп. 大福) (букв. «большая удача») — японская сладость, небольшая рисовая булочка с начинкой, чаще всего — с анко, сладкой пастой из бобов фасоли адзуки.

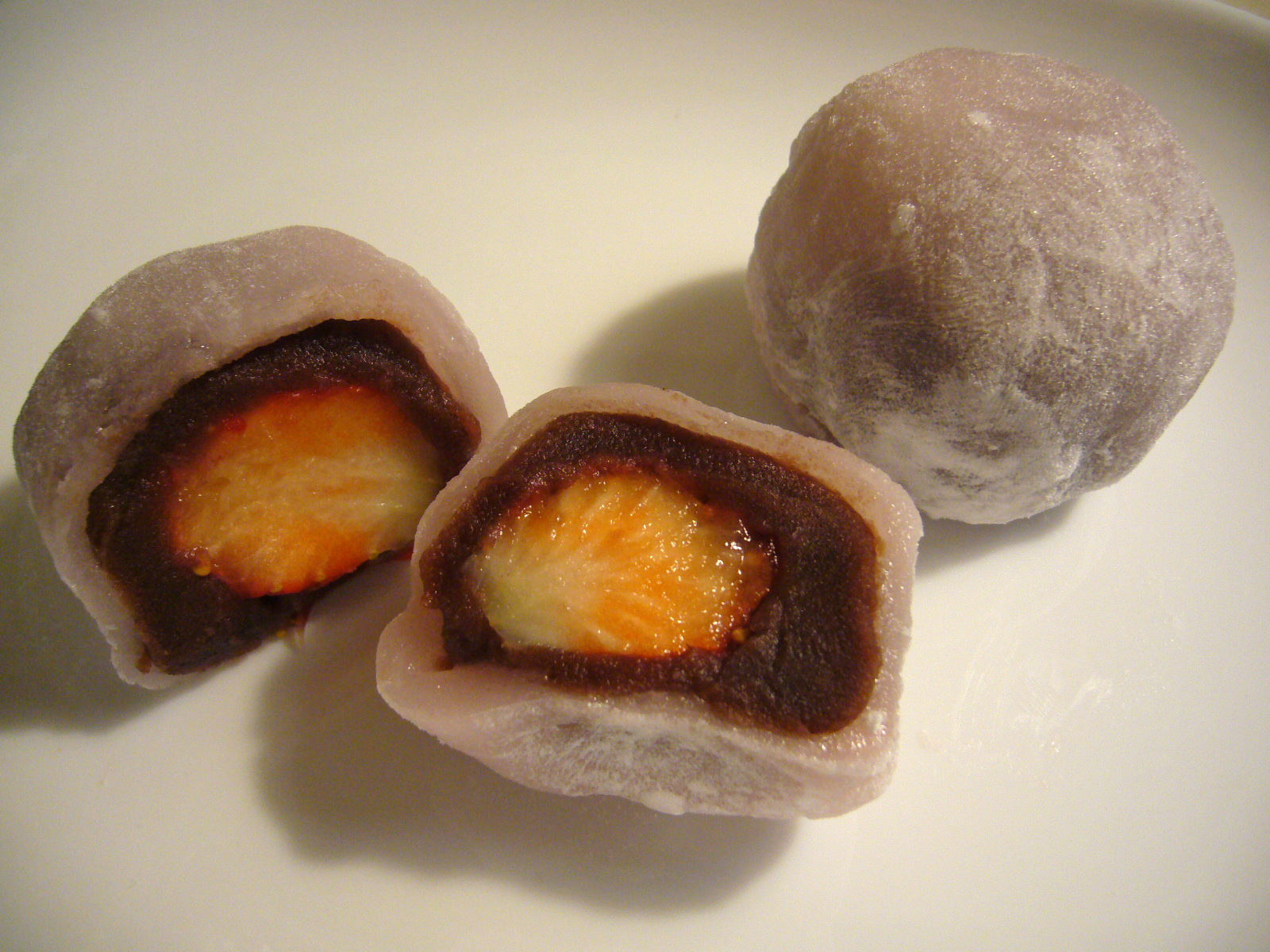
Итиго дайфуку

Существует множество разновидностей дайфуку. Самые распространённые виды — белые, светло-зелёные и бледно-розовые дайфуку с начинкой из анко. Дайфуку обычно делают либо размером с ладонь, либо маленькими, примерно 3 см в диаметре. Некоторые разновидности содержат цельные фрукты, другие — смесь фруктов и анко или пасты из тёртой дыни. Часто дайфуку покрывают кукурузным или картофельным крахмалом, чтобы уберечь их от слипания. Дайфуку бывают посыпаны сахарной пудрой или какао-порошком. Традиционный способ приготовления моти (и, в частности, дайфуку) называется мотицукэ (яп. 持ち付け), их можно готовить и в микроволновой печи.

## История
Дайфуку раньше назывались харабуто моти (яп. 腹太餅, моти с толстым животом), позже название сменили на дайфуку моти (яп. 大腹餅), где кандзи поменяли местами. Из-за того, что произношение слова живот (яп. 腹 фуку) и богатство (яп. 福 фуку) в японском одинаково, название стали записывать как «моти большой удачи» (яп. 大福餅 дайфуку моти). В конце XVIII века дайфуку стали очень популярны, их начали жарить. Дайфуку использовали в качестве подарка по официальным поводам.

## Разновидности

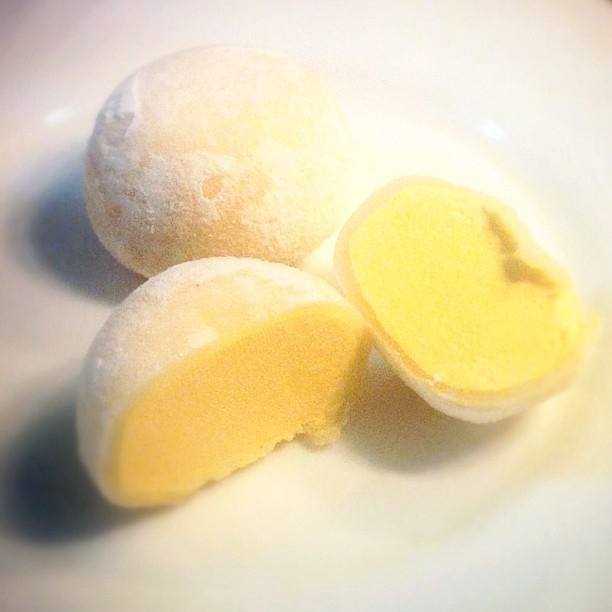
Юкими дайфуку

Ёмоги дайфуку (яп. 蓬大福) — делаются из кусамоти (яп. 草餅, моти с японской полынью ёмоги).
Итиго дайфуку (яп. イチゴ大福) — разновидность дайфуку с клубникой и анко. Вместо анко иногда используется крем. Авторство итиго дайфуку оспаривают несколько кондитерских.
Юкими дайфуку (яп. 雪見だいふく) — бренд мороженого с моти, принадлежащий компании Lotte.